# Copa Beccar Varela 1933
La Copa de Honor Dr. Adrián Beccar Varela 1933 fue la segunda y última edición de dicha copa. Se trató de un torneo oficial no regular organizado por la recientemente creada Liga Argentina de Football.
Fue disputada por los equipos del Campeonato de Primera División 1933 más los mejores equipos de las ligas Cordobesa, Santafesina, Rosarina y Uruguaya; por lo que constituía el título más importante de la temporada.
El campeón fue Central Córdoba de Rosario, que resultó vencedor luego de que su rival en la final, Racing Club, abandonara el partido a los 43' del segundo tiempo como protesta contra el arbitraje. Al momento del abandono, el partido estaba empatado 2-2.

## Sistema de disputa
Primera Fase
Dividida en dos zonas: Buenos Aires y Rosario.
Los equipos de Primera División, disputaron 4 fechas entre sí, con fixture al azar. Los primeros 8 equipos de la Tabla de Posiciones, clasificaron a la ronda final. Los restantes, disputaron una ronda de consuelo, a partido eliminatorio.
Los equipos de Rosario jugaron una liguilla, en la que los 2 primeros equipos clasificaron a la ronda final. Fue disputada, por los 6 primeros puestos de la Primera División de la Liga Rosarina 1933.
Ronda Final
En dicha fase, se sumaban el campeón de Córdoba, el campeón de Santa Fe, el campeón y subcampeón de la Primera División de Uruguay, y los ganadores del Torneo Reducido Uruguayo; conformando así 16 equipos en fase eliminatoria.
A un solo encuentro, en caso de empate se jugaban dos tiempos extra de 15 minutos cada uno, o en su defecto, un nuevo encuentro 7 días más tarde invirtiendo la localía.

## Equipos participantes
| Equipo             | Ciudad               |
| ------------------ | -------------------- |
| Argentinos Juniors | Buenos Aires         |
| Atlanta            | Buenos Aires         |
| Boca Juniors       | Buenos Aires         |
| Chacarita Juniors  | Buenos Aires         |
| Estudiantes        | La Plata             |
| Ferro Carril Oeste | Buenos Aires         |
| Gimnasia y Esgrima | La Plata             |
| Huracán            | Buenos Aires         |
| Independiente      | Avellaneda           |
| Lanús              | Lanús                |
| Platense           | Buenos Aires         |
| Quilmes            | Quilmes              |
| Racing Club        | Avellaneda           |
| River Plate        | Buenos Aires         |
| San Lorenzo        | Buenos Aires         |
| Talleres           | Remedios de Escalada |
| Tigre              | Victoria             |
| Vélez Sarsfield    | Buenos Aires         |

| Equipo                  | Ciudad     |
| ----------------------- | ---------- |
| Belgrano                | Córdoba    |
| Gimnasia y Esgrima (SF) | Santa Fe   |
| Belgrano (R)            | Rosario    |
| Central Córdoba         | Rosario    |
| Nacional (R)            | Rosario    |
| Newell's Old Boys       | Rosario    |
| Rosario Central         | Rosario    |
| Tiro Federal            | Rosario    |
| Peñarol                 | Montevideo |
| Nacional                | Montevideo |
| Defensor                | Montevideo |
| Sud América             | Montevideo |

### Distribución geográfica de los equipos
| Región                                     | Cant. | Equipos |
| ------------------------------------------ | ----- | --- |
| Ciudad de Buenos Aires                     | 10    | Argentinos Juniors, Atlanta, Boca Juniors, Chacarita Juniors, Ferro Carril Oeste, Huracán, Platense, River Plate, San Lorenzo, y Vélez Sarsfield |
| Provincia de Buenos Aires                  | 8     | Estudiantes, Gimnasia y Esgrima, Independiente, Lanús, Quilmes, Racing Club, Talleres (RdE) y Tigre                                              |
| Ciudad de Rosario, Provincia de Santa Fe   | 6     | Belgrano (R), Central Córdoba, Nacional (R), Newell's Old Boys, Rosario Central, y Tiro Federal                                                  |
| Ciudad de Montevideo, República de Uruguay | 4     | Defensor, Nacional, Peñarol, y Sud América |
| Ciudad de Santa Fe, Provincia de Santa Fe  | 1     | Gimnasia y Esgrima (SF) |
| Ciudad de Córdoba, Provincia de Córdoba    | 1     | Belgrano |

## Primera Fase
Grupo "Liga Argentina de Football"
| Pos. | Equipo             | Pts. | PJ | PG | PE | PP | GF | GC | Dif. |
| ---- | ------------------ | ---- | -- | -- | -- | -- | -- | -- | ---- |
| 01.º | Independiente      | 8    | 4  | 4  | 0  | 0  | 10 | 3  | 7    |
| 02.º | Racing Club        | 6    | 4  | 3  | 0  | 1  | 16 | 5  | 11   |
| 03.º | Atlanta            | 6    | 4  | 3  | 0  | 1  | 13 | 8  | 5    |
| 04.º | Estudiantes        | 5    | 4  | 2  | 1  | 1  | 8  | 5  | 3    |
| 05.º | Tigre              | 5    | 4  | 1  | 3  | 0  | 6  | 4  | 2    |
| 06.º | Ferro              | 5    | 4  | 2  | 1  | 1  | 12 | 9  | 3    |
| 07.º | Vélez Sarsfield    | 5    | 4  | 2  | 1  | 1  | 8  | 7  | 1    |
| 08.º | Platense           | 5    | 4  | 2  | 1  | 1  | 8  | 8  | 0    |
| 09.º | River Plate        | 4    | 4  | 2  | 0  | 2  | 7  | 6  | 1    |
| 10.º | Lanús              | 4    | 4  | 1  | 2  | 1  | 6  | 10 | −4   |
| 11.º | San Lorenzo        | 3    | 4  | 1  | 1  | 2  | 9  | 10 | −1   |
| 12.º | Gimnasia y Esgrima | 3    | 4  | 1  | 1  | 2  | 9  | 10 | −1   |
| 13.º | Huracán            | 3    | 4  | 1  | 1  | 2  | 7  | 10 | −3   |
| 14.º | Boca Juniors       | 3    | 4  | 1  | 1  | 2  | 7  | 12 | −5   |
| 15.º | Chacarita Juniors  | 2    | 4  | 1  | 0  | 3  | 8  | 10 | −2   |
| 16.º | Talleres           | 2    | 4  | 0  | 2  | 2  | 4  | 9  | −5   |
| 17.º | Quilmes            | 2    | 4  | 1  | 0  | 3  | 3  | 9  | −6   |
| 18.º | Argentinos Juniors | 1    | 4  | 0  | 1  | 3  | 3  | 9  | −6   |

|  | Accedió a la Ronda Final.       |
|  | Accedió a la Ronda de Consuelo. |

| Argentinos      | 2 - 2 | Tigre              |
| Vélez Sarsfield | 3 - 3 | Ferro              |
| Atlanta         | 3 - 0 | Talleres           |
| Boca Juniors    | 1 - 7 | Racing Club        |
| Estudiantes     | 3 - 2 | Chacarita Juniors  |
| Independiente   | 5 - 2 | Huracán            |
| Lanus           | 2 - 1 | Quilmes            |
| Platense        | 3 - 2 | River Plate        |
| San Lorenzo     | 5 - 1 | Gimnasia y Esgrima |

| Chacarita Juniors  | 1 - 2 | Velez Sarsfield |
| Ferro              | 4 - 2 | San Lorenzo     |
| Gimnasia y Esgrima | 1 - 1 | Boca Juniors    |
| Huracán            | 2 - 1 | Estudiantes     |
| Quilmes            | 2 - 1 | Argentinos      |
| Racing Club        | 3 - 4 | Atlanta         |
| River Plate        | 0 - 2 | Independiente   |
| Talleres           | 2 - 2 | Lanús           |
| Tigre              | 3 - 1 | Platense        |

| Argentinos      | 0 - 2 | River Plate        |
| Atlanta         | 5 - 0 | Quilmes            |
| Boca Juniors    | 2 - 0 | Talleres           |
| San Lorenzo     | 0 - 3 | Racing Club        |
| Estudiantes     | 3 - 0 | Ferro              |
| Independiente   | 2 - 0 | Chacarita Juniors  |
| Lanús           | 0 - 0 | Tigre              |
| Platense        | 2 - 1 | Huracán            |
| Velez Sarsfield | 2 - 0 | Gimnasia y Esgrima |

| River Plate        | 3 - 1 | Vélez Sarsfield |
| Talleres           | 2 - 2 | Platense        |
| Gimnasia y Esgrima | 7 - 2 | Lanús           |
| Tigre              | 1 - 1 | Estudiantes     |
| Ferro              | 5 - 1 | Atlanta         |
| Racing Club        | 3 - 0 | Argentinos      |
| Quilmes            | 0 - 1 | Independiente   |
| Huracán            | 2 - 2 | San Lorenzo     |
| Chacarita Juniors  | 4 - 3 | Boca Juniors    |

Grupo "Liga Rosarina de Football"
| Pos. | Equipo            | Pts. | PJ | PG | PE | PP | GF | GC | Dif. |
| ---- | ----------------- | ---- | -- | -- | -- | -- | -- | -- | ---- |
| 01.º | Central Córdoba   | 7    | 5  | 3  | 1  | 1  | 9  | 5  | 4    |
| 02.º | Nacional (R)      | 7    | 5  | 3  | 1  | 1  | 12 | 8  | 4    |
| 03.º | Rosario Central   | 6    | 5  | 3  | 0  | 2  | 8  | 8  | 0    |
| 04.º | Belgrano          | 6    | 5  | 2  | 2  | 1  | 5  | 5  | 0    |
| 05.º | Tiro Federal      | 2    | 5  | 0  | 2  | 3  | 6  | 8  | −2   |
| 06.º | Newell's Old Boys | 2    | 5  | 0  | 2  | 3  | 2  | 8  | −6   |

|  | Accedió a la Ronda Final. |

- 1st. Round:

```
12 de noviembre
Central Córdoba (Rosario)        4: 1  Nacional (Rosario)
Newell's Old Boys                0: 0  Belgrano (Rosario)
Rosario Central                  3: 2  Tiro Federal Argentino
```

- 2nd. Round:

```
18 de noviembre
Belgrano (Rosario)               1: 2  Nacional (Rosario)              [at Gimnasia y Esgrima (Rosario)]
19 de noviembre
Central Córdoba (Rosario)        2: 1  Tiro Federal Argentino          [at Rosario Central]
Newell's Old Boys                0: 1  Rosario Central
```

- 3rd. Round:

```
26 de noviembre
Central Córdoba (Rosario)        1: 1  Belgrano (Rosario)
Nacional (Rosario)               3: 1  Rosario Central
Tiro Federal Argentino           1: 1  Newell's Old Boys               [at Rosario Central] 
```

- 4th. Round:

```
2 de diciembre
Nacional (Rosario)               2: 2  Tiro Federal Argentino          [at Gimnasia y Esgrima (Rosario)]
3 de diciembre
Belgrano (Rosario)               3: 2  Rosario Central
Newell's Old Boys                1: 2  Central Córdoba (Rosario)
```

- 5th. Round:

```
8 de diciembre
Tiro Federal Argentino           n/p   Belgrano (Rosario)              [at Newell's Old Boys, TFA went to their own field]
10 de diciembre
Nacional (Rosario)               4: 0  Newell's Old Boys
Central Córdoba (Rosario)        0: 1  Rosario Central
13 de diciembre
Tiro Federal Argentino           awd   Belgrano (Rosario)              [awarded lp:wp]
```

## Ronda de Consuelo
Entre los equipos de Buenos Aires, que no lograron clasificar a la Ronda Final.
|  | Octavos de final | Octavos de final   |         |   | Cuartos de final | Cuartos de final |  |  | Semifinales | Semifinales |  |  | Final       | Final       |
|  | 6 de enero       | 6 de enero         |         |   | 13 y 18 de enero | 13 y 18 de enero |  |  | 21 de enero | 21 de enero |  |  | 27 de enero | 27 de enero |
|  |                  |                    |         |   |                  |                  |  |  |             |             |  |  |             |             |
|  |                  |                    |         |   |                  |                  |  |  |             |             |  |  |             |             |
|  |                  |                    |         |   |                  |                  |  |  |             |             |  |  |             |             |
|  |                  |                    |         |   |                  |                  |  |  |             |             |  |  |             |             |
|  |                  |                    |         |   |                  |                  |  |  |             |             |  |  |             |             |
|  |                  |                    |         |   |                  |                  |  |  |             |             |  |  |             |             |
|  | Talleres         | 5 - 3              |         |   |                  |                  |  |  |             |             |  |  |             |             |
|  | Talleres         | 5 - 3              |         |   |                  |                  |  |  |             |             |  |  |             |             |
|  |                  | Gimnasia y Esgrima | 5 - 2   |   |                  |                  |  |  |             |             |  |  |             |             |
|  |                  | Gimnasia y Esgrima | 5 - 2   |   |                  |                  |  |  |             |             |  |  |             |             |
|  |                  |                    |         |   |                  |                  |  |  |             |             |  |  |             |             |
|  |                  |                    |         |   |                  |                  |  |  |             |             |  |  |             |             |
|  | Lanus            | 4                  |         |   |                  |                  |  |  |             |             |  |  |             |             |
|  | Lanus            | 4                  |         |   |                  |                  |  |  |             |             |  |  |             |             |
|  |                  | Talleres           | 3       |   |                  |                  |  |  |             |             |  |  |             |             |
|  | San Lorenzo      | Talleres           | 3       | 2 |                  |                  |  |  |             |             |  |  |             |             |
|  | San Lorenzo      |                    |         | 2 |                  |                  |  |  |             |             |  |  |             |             |
|  | Lanus            | 3                  |         |   |                  |                  |  |  |             |             |  |  |             |             |
|  | Lanus            | 3                  | Lanus   | 2 |                  |                  |  |  |             |             |  |  |             |             |
|  |                  |                    |         | 2 |                  |                  |  |  |             |             |  |  |             |             |
|  |                  | River Plate        | 0       |   |                  |                  |  |  |             |             |  |  |             |             |
|  |                  | River Plate        | 0       |   |                  |                  |  |  |             |             |  |  |             |             |
|  |                  |                    |         |   |                  |                  |  |  |             |             |  |  |             |             |
|  |                  |                    |         |   |                  |                  |  |  |             |             |  |  |             |             |
|  | Lanús            | 1                  |         |   |                  |                  |  |  |             |             |  |  |             |             |
|  | Lanús            | 1                  |         |   |                  |                  |  |  |             |             |  |  |             |             |
|  |                  | Huracán            | 2       |   |                  |                  |  |  |             |             |  |  |             |             |
|  | Argentinos       | Huracán            | 2       | 2 |                  |                  |  |  |             |             |  |  |             |             |
|  | Argentinos       |                    |         | 2 |                  |                  |  |  |             |             |  |  |             |             |
|  | Huracán          | 3                  |         |   |                  |                  |  |  |             |             |  |  |             |             |
|  | Huracán          | 3                  | Huracán | 4 |                  |                  |  |  |             |             |  |  |             |             |
|  |                  |                    |         | 4 |                  |                  |  |  |             |             |  |  |             |             |
|  |                  | Quilmes            | 1       |   |                  |                  |  |  |             |             |  |  |             |             |
|  |                  | Quilmes            | 1       |   |                  |                  |  |  |             |             |  |  |             |             |
|  |                  |                    |         |   |                  |                  |  |  |             |             |  |  |             |             |
|  |                  |                    |         |   |                  |                  |  |  |             |             |  |  |             |             |
|  | Huracán          | 3                  |         |   |                  |                  |  |  |             |             |  |  |             |             |
|  | Huracán          | 3                  |         |   |                  |                  |  |  |             |             |  |  |             |             |
|  |                  | Boca Juniors       | 1       |   |                  |                  |  |  |             |             |  |  |             |             |
|  |                  | Boca Juniors       | 1       |   |                  |                  |  |  |             |             |  |  |             |             |
|  |                  |                    |         |   |                  |                  |  |  |             |             |  |  |             |             |
|  |                  |                    |         |   |                  |                  |  |  |             |             |  |  |             |             |
|  | Boca Juniors     | 2                  |         |   |                  |                  |  |  |             |             |  |  |             |             |
|  | Boca Juniors     | 2                  |         |   |                  |                  |  |  |             |             |  |  |             |             |
|  |                  | Chacarita Juniors  | 1       |   |                  |                  |  |  |             |             |  |  |             |             |
|  |                  | Chacarita Juniors  | 1       |   |                  |                  |  |  |             |             |  |  |             |             |
|  |                  |                    |         |   |                  |                  |  |  |             |             |  |  |             |             |
|  |                  |                    |         |   |                  |                  |  |  |             |             |  |  |             |             |
|  |                  |                    |         |   |                  |                  |  |  |             |             |  |  |             |             |

Huracán es el ganador de la Ronda Consuelo.

## Ronda Final
Se integran los siguientes equipos
| AUF (Uruguay)  |  | Nacional                |  | Campeón de la Primera División de Uruguay (1933)    |
| AUF (Uruguay)  |  | Peñarol                 |  | Subcampeón de la Primera División de Uruguay (1933) |
| AUF (Uruguay)  |  | Defensor                |  | Ganador del Torneo Reducido Beccar Varela           |
| AUF (Uruguay)  |  | Sud América             |  | Ganador del Torneo Reducido Beccar Varela           |
| LSF (Santa Fe) |  | Gimnasia y Esgrima (SF) |  | Campeón de la Liga Santafesina de Fútbol (1933)     |
| LCF (Córdoba)  |  | Belgrano                |  | Campeón de la Liga Cordobesa de Fútbol (1933)       |

|  | Octavos de final   | Octavos de final   |                    |       | Cuartos de final | Cuartos de final |  |  | Semifinales                | Semifinales                |  |  | Final         | Final         |
|  | 6 de enero         | 6 de enero         |                    |       | 13 y 21 de enero | 13 y 21 de enero |  |  | 28 de enero y 4 de febrero | 28 de enero y 4 de febrero |  |  | 11 de febrero | 11 de febrero |
|  |                    |                    |                    |       |                  |                  |  |  |                            |                            |  |  |               |               |
|  |                    |                    |                    |       |                  |                  |  |  |                            |                            |  |  |               |               |
|  |                    |                    |                    |       |                  |                  |  |  |                            |                            |  |  |               |               |
|  | Estudiantes        | 3                  |                    |       |                  |                  |  |  |                            |                            |  |  |               |               |
|  | Estudiantes        | 3                  |                    |       |                  |                  |  |  |                            |                            |  |  |               |               |
|  | Peñarol            | 0                  |                    |       |                  |                  |  |  |                            |                            |  |  |               |               |
|  | Peñarol            | 0                  | Estudiantes        | 0     |                  |                  |  |  |                            |                            |  |  |               |               |
|  |                    |                    |                    | 0     |                  |                  |  |  |                            |                            |  |  |               |               |
|  |                    | Gimnasia y Esgrima | 4                  |       |                  |                  |  |  |                            |                            |  |  |               |               |
|  | Gimnasia y Esgrima | Gimnasia y Esgrima | 4                  | 4     |                  |                  |  |  |                            |                            |  |  |               |               |
|  | Gimnasia y Esgrima |                    |                    | 4     |                  |                  |  |  |                            |                            |  |  |               |               |
|  | Tigre              | 0                  |                    |       |                  |                  |  |  |                            |                            |  |  |               |               |
|  | Tigre              | 0                  | Gimnasia y Esgrima | 2     |                  |                  |  |  |                            |                            |  |  |               |               |
|  |                    |                    |                    | 2     |                  |                  |  |  |                            |                            |  |  |               |               |
|  |                    | Central Córdoba    | 3                  |       |                  |                  |  |  |                            |                            |  |  |               |               |
|  | Platense           | Central Córdoba    | 3                  | 0     |                  |                  |  |  |                            |                            |  |  |               |               |
|  | Platense           |                    |                    | 0     |                  |                  |  |  |                            |                            |  |  |               |               |
|  | Central Córdoba    | 2                  |                    |       |                  |                  |  |  |                            |                            |  |  |               |               |
|  | Central Córdoba    | 2                  | Central Córdoba    | 2     |                  |                  |  |  |                            |                            |  |  |               |               |
|  |                    |                    |                    | 2     |                  |                  |  |  |                            |                            |  |  |               |               |
|  |                    | Atlanta            | 0                  |       |                  |                  |  |  |                            |                            |  |  |               |               |
|  | Atlanta            | Atlanta            | 0                  | 2     |                  |                  |  |  |                            |                            |  |  |               |               |
|  | Atlanta            |                    |                    | 2     |                  |                  |  |  |                            |                            |  |  |               |               |
|  | Sud América        | 0                  |                    |       |                  |                  |  |  |                            |                            |  |  |               |               |
|  | Sud América        | 0                  | Central Córdoba    | 2(wp) |                  |                  |  |  |                            |                            |  |  |               |               |
|  |                    |                    |                    | 2(wp) |                  |                  |  |  |                            |                            |  |  |               |               |
|  |                    | Racing Club        | 2(lp)              |       |                  |                  |  |  |                            |                            |  |  |               |               |
|  | Nacional (R)       | Racing Club        | 2(lp)              | 2     |                  |                  |  |  |                            |                            |  |  |               |               |
|  | Nacional (R)       |                    |                    | 2     |                  |                  |  |  |                            |                            |  |  |               |               |
|  | Racing Club        | 3                  |                    |       |                  |                  |  |  |                            |                            |  |  |               |               |
|  | Racing Club        | 3                  | Racing Club        | 5     |                  |                  |  |  |                            |                            |  |  |               |               |
|  |                    |                    |                    | 5     |                  |                  |  |  |                            |                            |  |  |               |               |
|  |                    | Belgrano           | 0                  |       |                  |                  |  |  |                            |                            |  |  |               |               |
|  | Belgrano           | Belgrano           | 0                  | 4     |                  |                  |  |  |                            |                            |  |  |               |               |
|  | Belgrano           |                    |                    | 4     |                  |                  |  |  |                            |                            |  |  |               |               |
|  | Ferro              | 1                  |                    |       |                  |                  |  |  |                            |                            |  |  |               |               |
|  | Ferro              | 1                  | Racing Club        | 3 - 4 |                  |                  |  |  |                            |                            |  |  |               |               |
|  |                    |                    |                    | 3 - 4 |                  |                  |  |  |                            |                            |  |  |               |               |
|  |                    | Independiente      | 3 - 1              |       |                  |                  |  |  |                            |                            |  |  |               |               |
|  | Nacional           | Independiente      | 3 - 1              | 0     |                  |                  |  |  |                            |                            |  |  |               |               |
|  | Nacional           |                    |                    | 0     |                  |                  |  |  |                            |                            |  |  |               |               |
|  | Independiente      | 1                  |                    |       |                  |                  |  |  |                            |                            |  |  |               |               |
|  | Independiente      | 1                  | Independiente      | 0 - 1 |                  |                  |  |  |                            |                            |  |  |               |               |
|  |                    |                    |                    | 0 - 1 |                  |                  |  |  |                            |                            |  |  |               |               |
|  |                    | Defensor           | 0 - 0              |       |                  |                  |  |  |                            |                            |  |  |               |               |
|  | Defensor           | Defensor           | 0 - 0              | 4     |                  |                  |  |  |                            |                            |  |  |               |               |
|  | Defensor           |                    |                    | 4     |                  |                  |  |  |                            |                            |  |  |               |               |
|  | Vélez Sarsfield    | 1                  |                    |       |                  |                  |  |  |                            |                            |  |  |               |               |
|  | Vélez Sarsfield    | 1                  |                    |       |                  |                  |  |  |                            |                            |  |  |               |               |

## Final
| 11 de febrero de 1934 | Racing Club               | 2:2 (1:1) | Central Córdoba        | Estadio de River Plate, Buenos Aires                 |                                                      |
|                       | - Conidares 2' - Zito 53' |           | - Constantini 37', 60' | Asistencia: 35 000 espectadores Árbitro(s): Sobreira | Asistencia: 35 000 espectadores Árbitro(s): Sobreira |

Racing Club (Avellaneda): Juan Bottaso; Rodríguez, Arturo Scarcella; Pedro Pompey, Ángel Serramía, Antonio De Mare; Demetrio Conidares, Vicente Antonio Zito, Alberto Fassora, Eduardo Leoncio, Roberto Bugueyro.
Central Córdoba (Rosario): Ernesto Funes; Andrés Garramendi, José Busano; Lorenzo D'Uva, Germán Gaitán, Ricardo Solero; Telmo Collins, Tomás Constantino, Gabino Sosa, Antonio Morales, Guillermo Fernández.
Nota: se pitó un penalti a favor de Central Córdoba (Rosario) en el minuto 88, pero los jugadores del Racing Club no permitieron su lanzamiento.
El 22 de febrero de 1934 Central Córdoba (Rosario) fue declarado  campeón.
|                 |
|                 |
| Campeón         |
| Central Córdoba |
| 1.º título      |